# پیاکوپور
پیاکوپور (انگلیسی: Pyakupur) یک رودخانه در ناحیه خودگردان یامالو-ننتس کشور روسیه است.